# روس بيلي
روس بيلي (بالإنجليزية: Ross Baillie) هو منافس ألعاب قوى بريطاني، ولد في 26 سبتمبر 1977 في غلاسكو في المملكة المتحدة، وتوفي في 18 يونيو 1999 في باث في المملكة المتحدة.

## روابط خارجية
- روس بيلي على موقع الاتحاد الدولي لألعاب القوى (الإنجليزية)
- روس بيلي على موقع اتحاد ألعاب الكومنولث (مؤرشف) (الإنجليزية)